# Nataraja

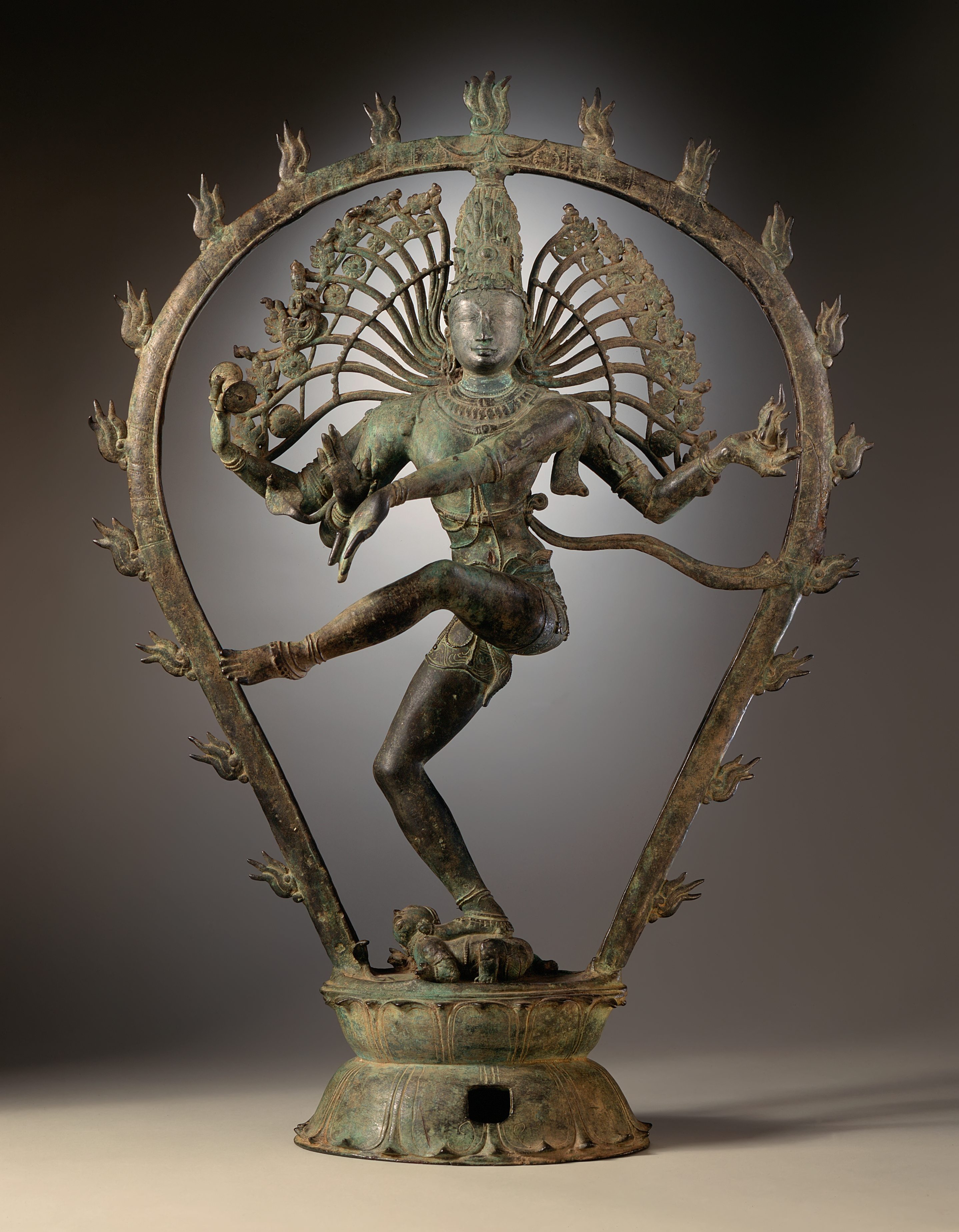
Imagen del dios hindú Shiva como Nataraja, el danzante cósmico.

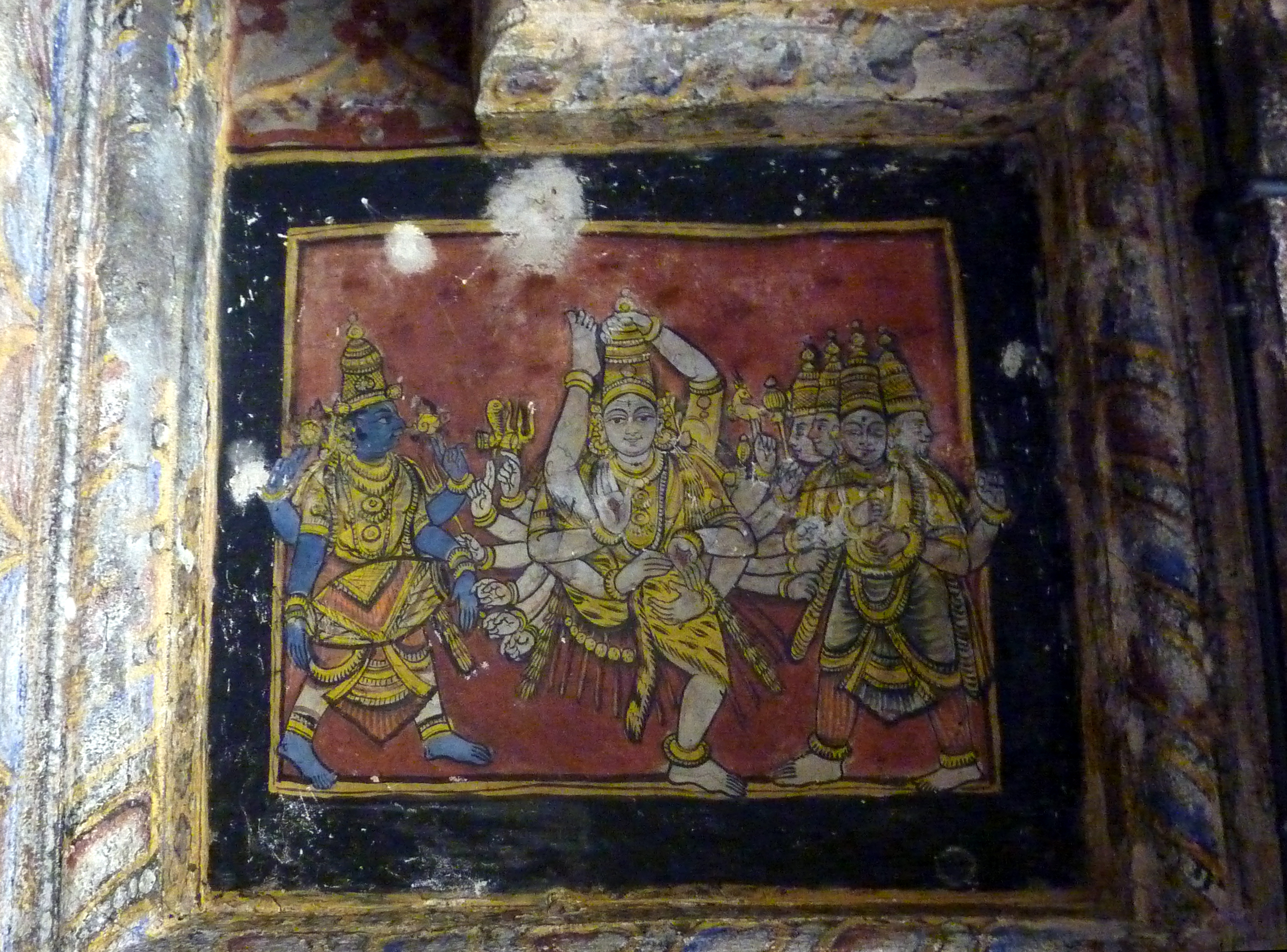
Trimurti: Vishnu, Shiva como el danzante cósmico, y Brahma, en el templo Brihadisvara en Thanjavur.

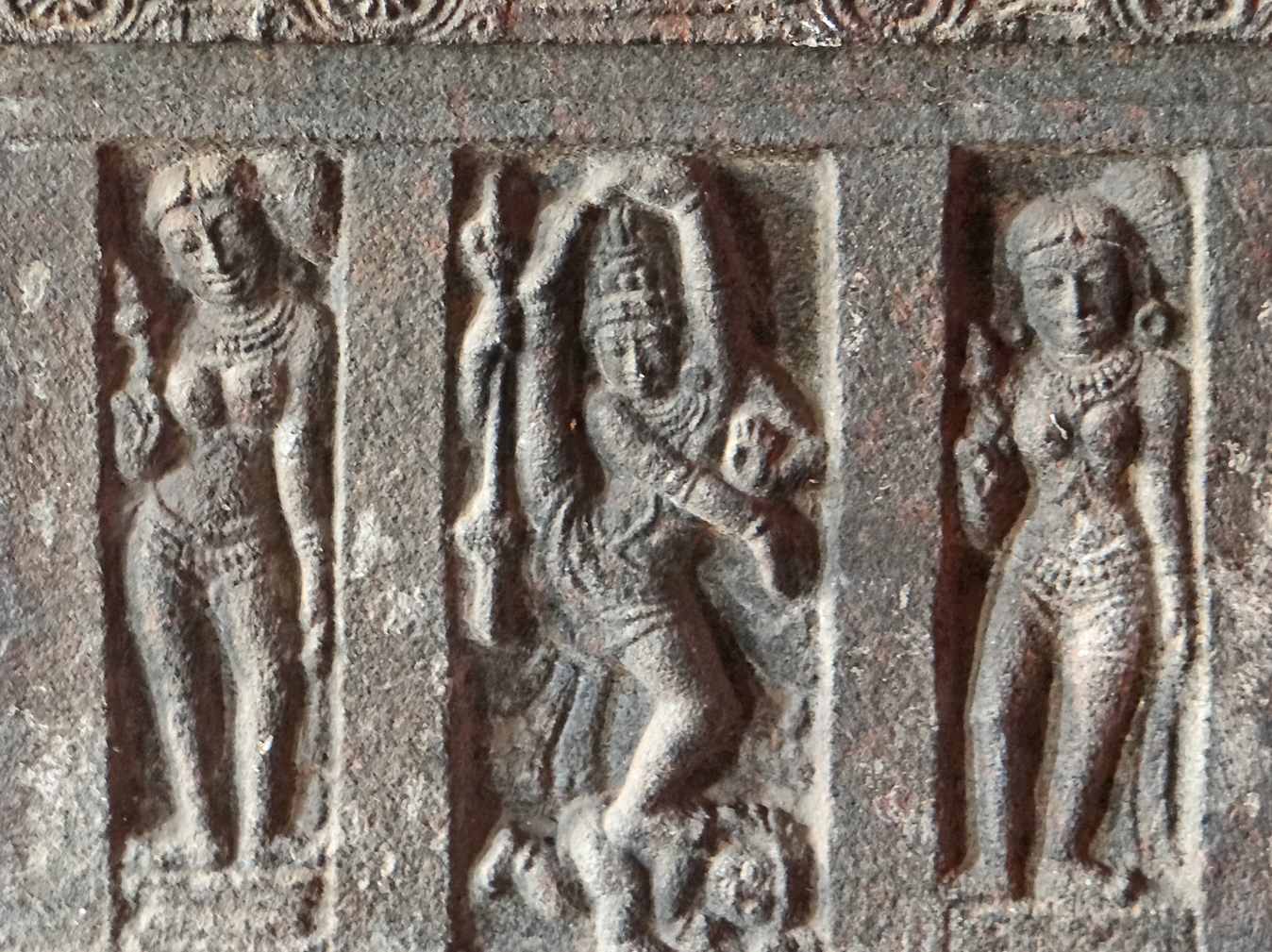
Escultura en relieve de piedra de Nataraja en la vímana del templo Airavatesvara en Darasuram, India.

Nataraja (en sánscrito: नटराज, AITS: Naṭarāja), Natarajá, Shiva Nataraja o Señor de la Danza, es la representación del dios hindú Shiva como el danzante divino. La representación puede ser en la forma una escultura en piedra o metal, o como un mural. El simbolismo y significado de esta imagen son complejos, profundos y dinámicos. 
La postura de Nataraja hace referencia a «danza de la dicha furiosa» (Ananda Tandava) en donde Shiva se sostiene por lo general sometiendo a Apasmara con su pierna derecha mientras la izquierda se encuentra levantada y cruzada sobre la derecha, el torso erecto y los cuatro brazos en diferentes gestos.
La representación en bronce de la imagen de Shiva danzando alrededor de un círculo de fuego es una de las esculturas más populares del arte hindú en el mundo. Desde la publicación del texto La Danza de Sivá de Ananda Coomaraswamy en 1918 se introdujo la simbología de la representación en la cultura occidental. Filósofos como Aldous Huxley, físicos como Fritjof Capra y cosmólogos como Carl Sagan han hecho referencia a Nataraja en sus escritos. 

## Etimología
- Naṭarāja, en el sistema AITS (alfabeto internacional para la transliteración del sánscrito).
- नटराज, en escritura devanagari del sánscrito.
- நடராஜர், Adavallan o Kuttaperumanadigal en idioma tamil.[5]
- Pronunciación:
  - /natarashá/ en sánscrito
  - /natarásh/ en varios idiomas modernos de la India (como el hindí, el maratí o el palí).
- Etimología: ‘rey de la danza’[6]
  - naṭa: ‘danzante’[7]
  - rash: ‘rey, soberano’[8]

En el norte de India, se utilizan los términos Narteśvara o Nṛityeśvara, también significan Señor de la Danza. Otros autores contemporáneos lo llaman Anandatandavamurti, que en sánscrito significa 'aquel que realiza la danza de la dicha furiosa'.

## Historia
No todas las representaciones de Shiva danzando hacen referencia a Nataraja desde el siglo V. Muchas de estas esculturas muestran a la deidad con atributos diferentes: 16 brazos, sin tambor, sobre una plataforma en lugar del enano, sin el círculo de llamas o sin una pierna cruzada sobre la otra, entre otras diferencias.
De acuerdo a las evidencias, la representación de Shiva como el Señor de la Danza en esculturas aparece en el siglo X. Sin embargo, es durante la dinastía Chola en el siglo IX cuando evoluciona a la forma más popular en el mundo. Los Chola consideraban a Nataraja su deidad familiar o kula-dèvatā. Shiva como el Señor de la Danza se convirtió en parte de las procesiones y festivales religiosos de la era Chola, una práctica que continuó después.
Durante este periodo se generó una proliferación de imágenes de Nataraja: en piedra en las paredes del lado sur de la mayoría de los templos reales de la dinastía y en metal dentro de sus largos pasadizos interiores.

### El templo de Chidambaram

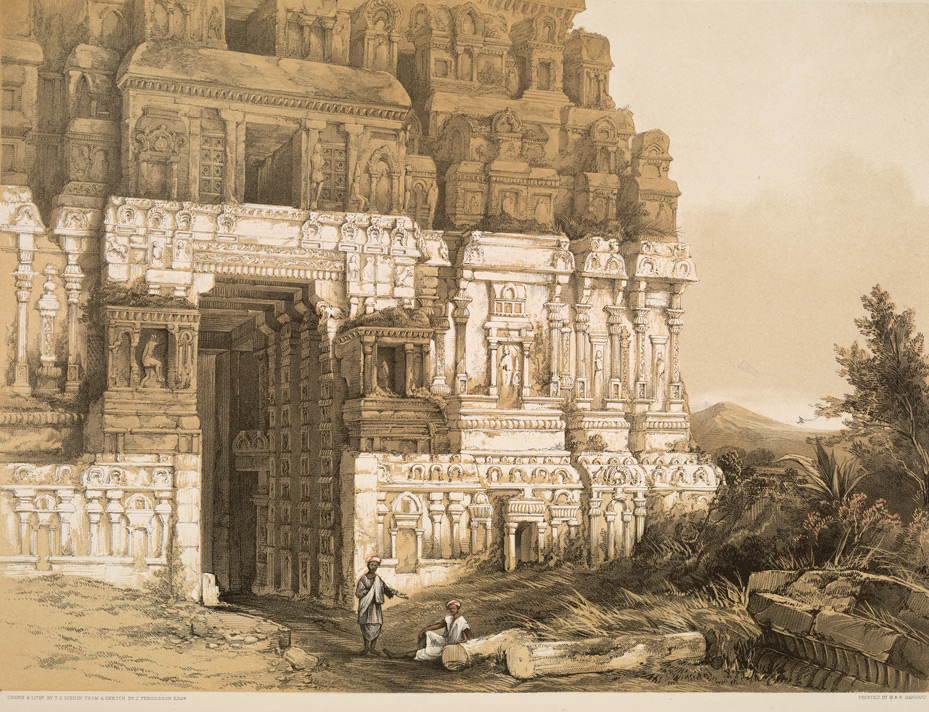
Entrada al templo de Thillai Nataraja en Chidambaram, estado de Tamil Nadu, India. Ilustración de 1847.

En la ciudad de Chidambaram, en el estado de Tamil Nadu, en la India, se encuentra el templo de Nataraja o templo Thillai nataraja, uno de los lugares sagrados más importantes asociados a Shiva. Fue construido en el siglo X, cuando Chidambaram fue la capital de la dinastía Chola.
El término Pancha Bhoota Stalam hace referencia a los cinco templos dedicados a Shiva, siendo el de Chidambaram uno de ellos. Cada uno de los cinco templos hace referencia a un elemento: tierra, agua, fuego, aire y espacio. En Chidambaram, el espacio es venerado para indicar que lo divino está más allá de la comprensión humana. A diferencia de los otros cuatro templos, este no contiene un lingam de piedra.
La adoración ritual de Nataraja sigue las agamas hinduistas. Se asume que por lo menos a partir del siglo X, el culto a Shiva tenía dos formas: la adoración de un lingam de piedra en la cámara sagrada o sancta sanctorum, y la procesión de imágenes, como las esculturas de bronce de Nataraja.
El culto en el templo de Chidambaram se distingue de otros. Nataraja, al ser una referencia al akasha (espacio o éter), es no solo representado por la imagen en bronce, sino también por Chidambara Ragasiyam ('el secreto de Chidambara'), que se encuentra en una cámara vacía llamada Chit Sabah o cámara de la consciencia. La cámara tiene 1,5 m de altura por 3,5 m de lado rodeado de cortinas y con una cúpula dorada como techo. Se dice que es en esta cámara es donde se encuentra el akasha lingam, el falo de éter de Shiva. Los estudiosos sugieren que el concepto de Chidambara Ragasiyam es una reminiscencia de una comunidad esotérica en el shivaísmo, en donde los yoguis se dedicaban a prácticas para llegar a la consciencia de vacío (similar al concepto budista shuniata).

## Descripción

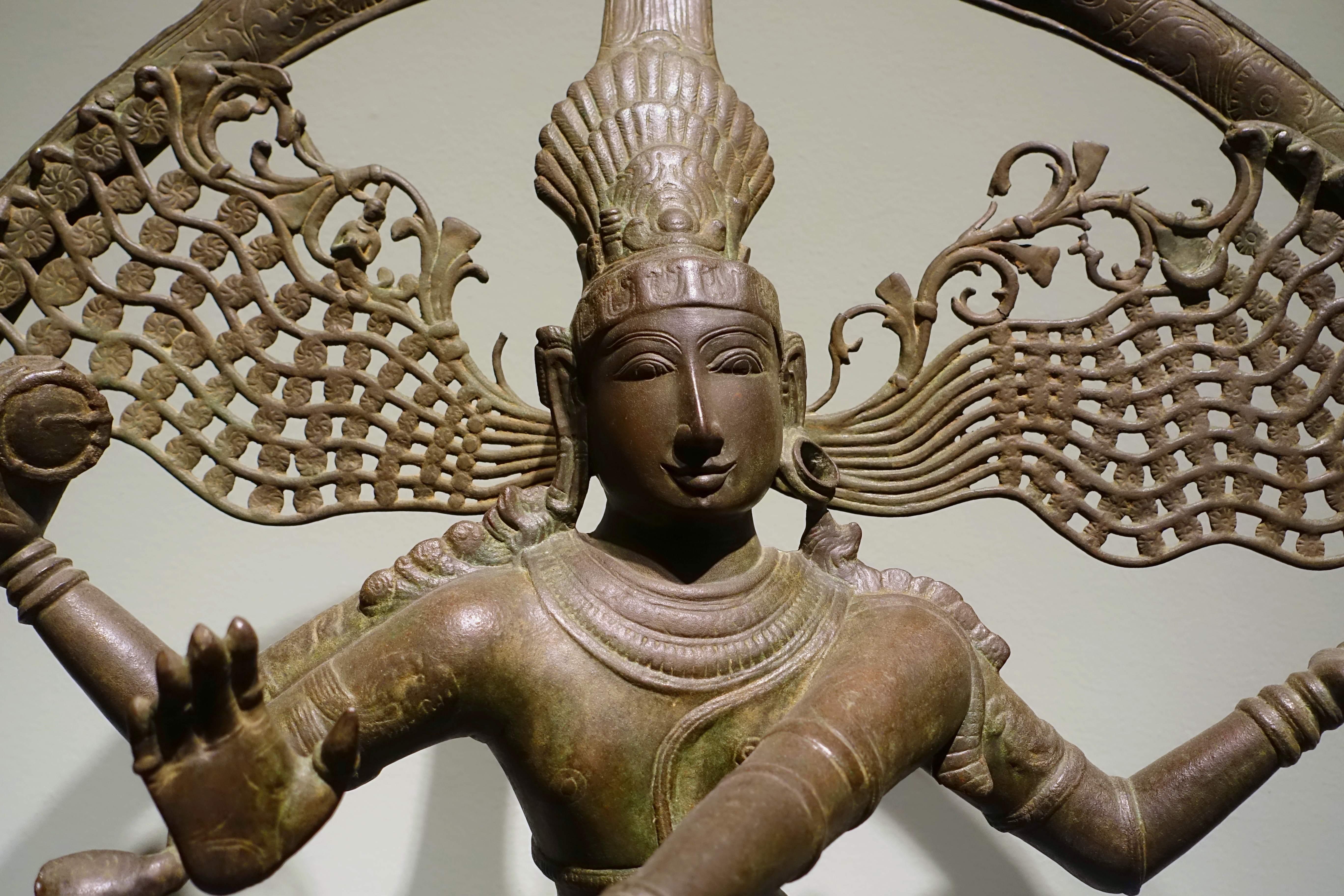
La energía de su danza hace que su cabello vuele hacia los lados. Representación de Nataraja en bronce.

La escultura de Nataraja muestra a Shiva dentro de un círculo de llamas y danzando sobre el enano Apasmara. Asimismo, los diferentes elementos en el ícono muestran que la postura no es estática, sino dinámica. Al mostrar a Shiva con los cabellos hacia los lados, se comunica que se está fijando en la escultura tan solo un momento de un movimiento mayor: Ananda Tandava, la «danza de la dicha furiosa». El simbolismo y significado de esta imagen son complejos, profundos y dinámicos. De acuerdo a la cosmología hindú, mientras Shiva baila, el universo se pone en movimiento, y cuando se detiene, el universo termina, solo para recrearse una vez que se reanuda el baile.

### La piernas
Una diferencia respecto a otras representaciones de Shiva es que se encuentra realizando la postura de bhujangatrasita karana: en donde la pierna izquierda se encuentra levantada y cruzada hacia la derecha a la altura de la cadera. Al igual que los cabellos, la pierna levantada de Shiva enfatiza que está en movimiento, bailando al ritmo del universo. También simboliza la liberación de los deseos terrenales y el ciclo de renacimiento. Para los devotos, este gesto es una promesa de liberación.

### El círculo de fuego y el loto
La figura del Nataraja muestra a Shiva dentro de un círculo de llamas; cada una de estas tiene tres puntas. En el siglo XI y XII la representación de las llamas con cinco puntas se volvió típica. El círculo de llamas representa al fuego cósmico que utiliza Shiva para realizar la disolución ("destrucción") del universo (Pralaia), como parte del ciclo de creación y destrucción hindú.  El loto sagrado sobre el cual se encuentra el dios simboliza la renovación eterna.

### La manos
Shiva tiene cuatro brazos que muestran sus atributos como deidad. Los dos brazos superiores tienen objetos en sus manos. Se interpreta que las manos superiores simbolizan el equilibro entre las llamas de la destrucción y el pulsar rítmico de la vida.
En la mano superior derecha sujeta el damaru: el tambor de mano que dio los primeros sonidos de la creación. De acuerdo a Aldous Huxley, es el tambor «que llama a las cosas a crearse, golpeas sobre este tambor y las cosas se hacen realidad». El tambor al ser golpeado también invoca la creación del universo y al mismo tiempo marca el ritmo cósmico y de la danza de Shiva. Su mano superior izquierda sostiene agni (el fuego que destruirá el universo).
Con su mano derecha inferior, realiza el gesto de abhayamudra (el gesto que alivia el miedo). La mano izquierda inferior y delantera de Shiva, apunta a su pie izquierdo levantado.  Esa referencia al pie izquierdo levantado se interpreta que simboliza la liberación de la ignorancia que dificulta la realización de la realidad última.

### Los tres ojos

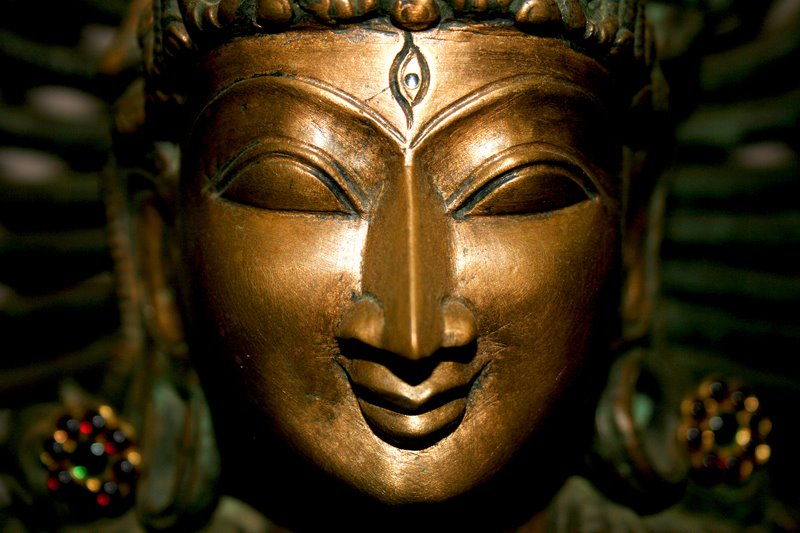
Los tres ojos de Nataraja.

Shiva es representado con tres ojos, uno de los cuales está en medio de su frente e identifica a Shiva. Es con ese tercer ojo vertical que logró incinerar kāma (el deseo) y convertirlo en cenizas. Se mantiene cerrado para evitar que su poder de fuego queme toda la creación.

### El enano Apasmara
Shiva baila sobre un enano, Apasmara, que representa la ignorancia, el deseo terrenal y el ciclo de renacimiento que encarcela a los humanos en Maya (la ilusión de la realidad); todo lo cual se borra en el curso de la danza de la deidad. Para preservar el conocimiento en el mundo, Apasmāra debe ser sometido, no asesinado, ya que hacerlo perturbaría el equilibrio necesario entre el conocimiento espiritual y la ignorancia. Matar a Apasmāra simbolizaría la obtención del conocimiento sin el esfuerzo, la dedicación y el trabajo duro requeridos, y esto conduciría a la devaluación del conocimiento en todas sus formas.

## Influencia en occidente
A partir de la publicación de La Danza de Siva por Ananda Coomaraswamy en 1918, esta escultura ocupó un lugar primordial en el imaginario occidental respecto al arte de la India. De acuerdo a Padma Kaimal, la descripción de Coomaraswamy le atribuyó a la deidad profundas ideas con mucha confianza que fijo la significación de la figura por al menos 80 años en occidente.
En la novela La Isla de Aldous Huxley publicada en 1962 el autor dedicó un poema al Señor de la Danza. Huxley consideraba a Nataraja como un símbolo completo, tanto a nivel cósmico como psicológico y espiritual con «un mensaje que recordaba quiénes somos y qué podemos hacer al respecto», y lamentaba que los símbolos en Occidente no fueran tan ricos:

No, somos muy, muy pobres, quiero decir, tenemos algunos símbolos cristianos que no lo son realmente, cuyo símbolo simple de la cruz es bastante bueno, pero no tiene en cuenta el lado cósmico de la vida. Quiero decir, no tiene en cuenta la energía de masa, el espacio y el tiempo, que es esencial. No tiene en cuenta, quiero decir, tal como está, no tiene en cuenta la importancia de la contemplación. Quiero decir, hay otros símbolos dentro del cristianismo que sí por supuesto, pero no tenemos un solo símbolo integral como el símbolo de Shiva, y es muy desafortunado.
Aldous Huxley, Speaking Personally, Londres 1961.

En 1972 el físico estadounidense Fritjof Capra publicó un artículo titulado The Dance of Shiva: The Hindu View of Matter in the Light of Modern Physics (La danza de Shiva: La mirada hindú sobre la materia a la luz de la física moderna). El artículo fue publicado en la revista académica Main Currents in Modern Thought. Unos años más tarde Capra publicó en 1975 The Tao of Physics (El Tao de la Física) en donde utilizó al Señor de la Danza como metáfora principal.
El astrónomo estadounidense Carl Sagan en el capítulo 10 de su libro Cosmos asocia la imagen de Nataraja a las teorías astronómicas:

En la India hay muchos dioses y cada dios tiene muchas manifestaciones. Los bronces chola creados en el siglo undécimo, presentan varias encarnaciones diferentes del dios Shiva. La más elegante y sublime de ellas es una representación de la creación del universo al principio de cada ciclo cósmico, motivo conocido por la danza cósmica de Shiva. El dios, llamado en esta manifestación Nataraja, el Rey de la Danza, tiene cuatro manos. En la mano superior derecha hay un tambor cuyo sonido es el sonido de la creación. En la superior izquierda una lengua de fuego, recordando que el universo acabado de crear ahora, quedará destruido totalmente dentro de miles de millones de años. Me gusta pensar que estas imágenes profundas y hermosas son una especie de premonición de las ideas astronómicas modernas.
Carl Sagan, Cosmos (1980): 259.

El 18 de junio de 2004, el gobierno de la India regaló una estatua de 2 m en bronce de Nataraja a la Organización Europea para la Investigación Nuclear (CERN, siglas en inglés para Conseil Européen pour la Recherche Nucléaire). La estatua se encuentra en exhibición permanente en la plaza entre los edificios 39 y 40, a poca distancia del edificio principal. Esta deidad fue elegida por el gobierno indio debido a una metáfora que se dibujó entre la danza cósmica de Shiva y el estudio moderno de la «danza cósmica» de partículas subatómicas.